# Hands Productions
Pour les articles homonymes, voir Hands.
Hands Productions est un label indépendant de techno industrielle fondé au début des années 1990 et basé en Allemagne. Hands Productions est connu pour créer ses propres emballages de CD, utilisant carton et papier plutôt que les habituels boîtiers en plastique, avec un design typique, allusif et minimaliste. La design de la plupart des disques est l'œuvre de Nicola Bork, partenaire de Udo Wiessmann, directeur de Hands Productions et membre de Winterkälte. Les éditions sont souvent limitées et très recherchées comme collectors.

## Source
- (en) Cet article est partiellement ou en totalité issu de l’article de Wikipédia en anglais intitulé « Hands Productions » (voir la liste des auteurs).